# Municipio de Lincoln (condado de Newton, Arkansas)
El municipio de Lincoln (en inglés: Lincoln Township) es un municipio ubicado en el condado de Newton en el estado estadounidense de Arkansas. En el año 2010 tenía una población de 248 habitantes y una densidad poblacional de 6,68 personas por km².

## Geografía
El municipio de Lincoln se encuentra ubicado en las coordenadas 35°53′10″N 93°16′14″O / 35.88611, -93.27056. Según la Oficina del Censo de los Estados Unidos, el municipio tiene una superficie total de 37.11 km², de la cual 37,09 km² corresponden a tierra firme y (0,07 %) 0,03 km² es agua.

## Demografía
Según el censo de 2010, había 248 personas residiendo en el municipio de Lincoln. La densidad de población era de 6,68 hab./km². De los 248 habitantes, el municipio de Lincoln estaba compuesto por el 97,18 % blancos, el 1,21 % eran amerindios y el 1,61 % eran de una mezcla de razas. Del total de la población el 0,4 % eran hispanos o latinos de cualquier raza.